# Güzin Müjde Karakaşlı
Güzin Müjde Karakaşlı (nacido el 22 de junio de 1991) es una abogada y jugadora de billar carambola profesional turca.

## Carrera deportiva

### Primeros años
Creció jugando voleibol durante 11 a 12 años en el equipo agrícola del Denizlispor Club local durante sus años escolares. En el último año de secundaria, se tomó un descanso del voleibol para prepararse para los exámenes de acceso a la universidad. Durante este tiempo, comenzó a asistir a una sala de billar, donde se jugaba al billar y al billar de tres bandas en salas separadas. Al principio, jugaba al billar con sus amigos. Sin embargo, sintió curiosidad por el billar de tres bandas porque lo encontraba más creativo. En 2009, a la edad de 18 años, pasó a jugar al billar de tres bandas. Ha dicho que «sus conocimientos avanzados de geometría le ayudan mucho en esta rama». El director de la sala de billar la invitó al Campeonato de Turquía. Allí disfrutó tanto practicando este deporte que prefirió el billar en lugar del voleibol.

### Carrera internacional
En 2014, debutó a nivel internacional en el Campeonato Mundial Femenino de Tres Bandas de la UMB celebrado en Sinop, Turquía. Ese mismo año ganó su primer Gran Premio en Estambul, Turquía. En 2015, en el Campeonato de Europa CEB de tres bandas en Brandenburg an der Havel, Alemania, ganó la medalla de bronce. En esa competición, Turquía estuvo representada por primera vez por dos jugadoras de billar. El año que viene volvió a ganar una medalla de bronce a nivel europeo. En el Campeonato Mundial Femenino de Tres Bandas de la UMB 2017 en Zoersel, Bélgica, se llevó la medalla de bronce En el Campeonato Mundial 2018 en Esmirna, Turquía, quedó sexta. En 2019, se convirtió en campeona turca de billar femenino en tres bandas. Ganó una medalla de plata en el Campeonato Europeo de Tres Bandas CEB 2019 en Brandenburg an der Havel, Alemania. En 2019, ganó el primer Gran Premio femenino de Turquía celebrado en Manavgat, Antalya, al derrotar a Gülşen Degener en la semifinal y a Ayşegül Fendi en la final. En abril de 2023, participó en el Campeonato de Europa CEB de tres bandas celebrado en Belek, Serik, Antalya, Turquía, como miembro del equipo nacional turco, y ganó una medalla de plata con su compañera de equipo Gülşen Degener. En el Gran Premio Femenino Predator de 2023 en Valencia, España, terminó sexta entre ocho competidoras.

## Vida personal
Güzin Müjde Karakaşlı nació en Denizli, Turquía, el 22 de junio de 1991 en una familia de voleibol. Su padre, su madre y su hermana gemela eran todos jugadores de voleibol.
Después de graduarse en la escuela secundaria de Anatolia en Denizli, estudió derecho en la Universidad Bilgi de Estambul. Karakaşlı vive en Estambul y trabaja como abogado y asesor jurídico.
Es miembro del club «Maltepe Arena» y juega al billar de 4 a 5 horas al día, de 3 a 4 días a la semana, principalmente con sus amigos varones.
En los círculos del billar, se la conoce por su nombre de pila «Güzin», mientras que sus amigos la llaman «Müjde».